# GK Водолея
GK Водолея (лат. GK Aquarii) — двойная затменная переменная звезда типа W Большой Медведицы (EW) в созвездии Водолея на расстоянии приблизительно 628 световых лет (около 192 парсеков) от Солнца. Видимая звёздная величина звезды — от +12,9m до +12m. Орбитальный период — около 0,3274 суток (7,858 часов).

## Характеристики
Первый компонент — оранжевая звезда спектрального класса K. Эффективная температура — около 4898 К.